# 恋之水神社

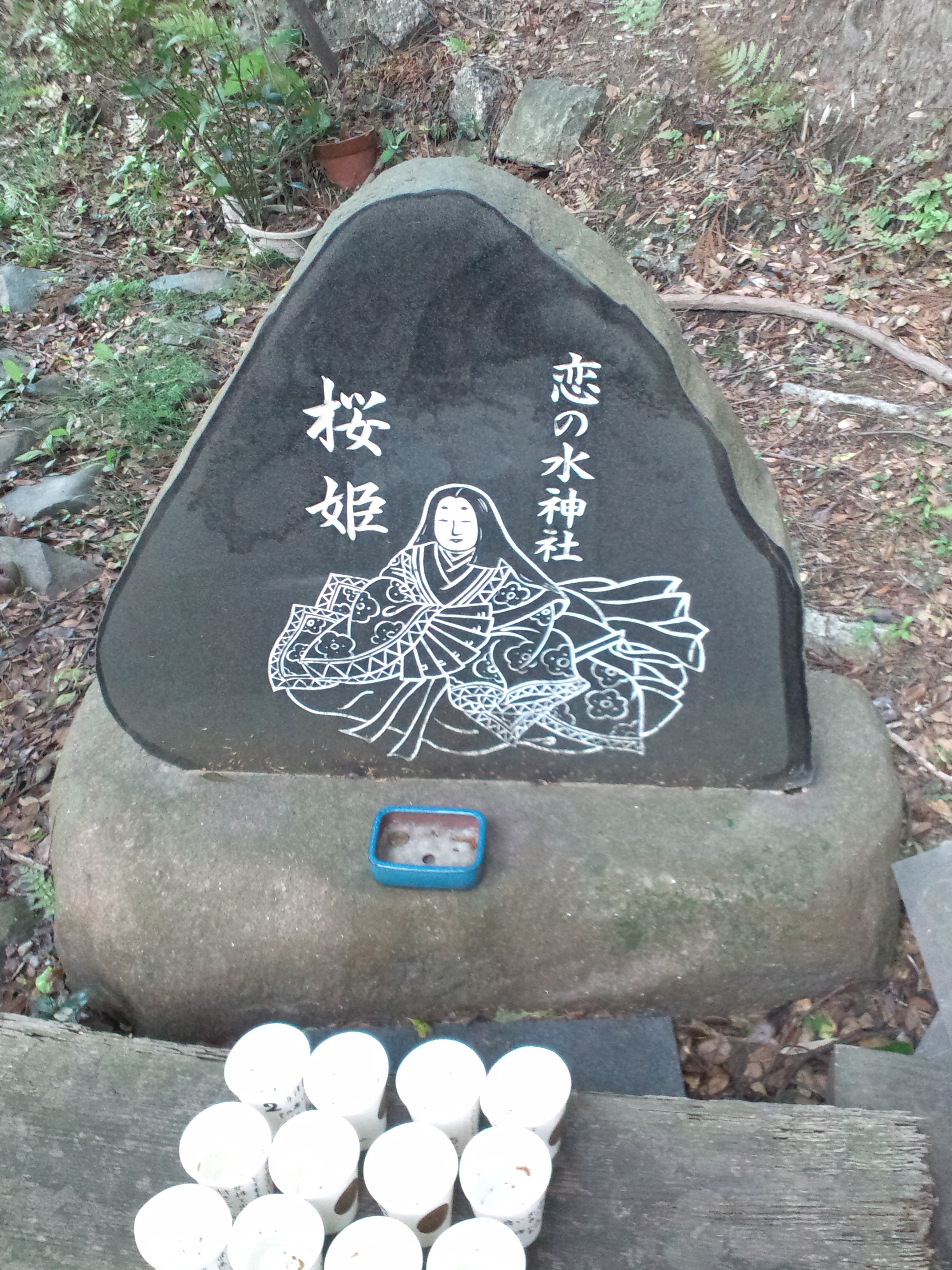
桜姫の石碑

恋之水神社（恋の水神社、こいのみずじんじゃ）は、愛知県知多郡美浜町にある神社。宗教法人ではない。
この神社の清水「恋の水」は万病に効くといわれているが、平安時代の桜姫の伝説から、縁結びにご利益があるという。この水を酌んで紙コップに願いを書くと願いがかなえられるとされている。

## 概略
創建時期は不明。少名彦命がここの水を飲んで病気が快癒したという。
允恭天皇が大和国大神神社から、東方に延命の神水があるというお告げを聞き、藤原仲興にその神水を探し出すように命じる。藤原仲興は東下し、尾張の熱田神宮に向かい、ここでお告げを聞き、知多半島のこの地に泉を見つけ出す。しかし、藤原仲興が村人に土地の名前をきいたところ、誰もが口をそろえて「知らない」と答えたため、藤原仲興はその土地を「知らぬ沢」と名付け、「尾張なる　野間の知らぬ　沢踏みわけて　君が恋しき　水を汲むかな」という和歌を詠んだという。このことから、この泉を「恋の水」と呼ぶようになったという。
別の言い伝えでは、732年（天平3年）聖武天皇が光明皇后の病を治すために、玄坊僧正を使者としてこの水を持ち帰らせたところ、病気が快癒されたという。
恋の水は万病、健康長寿に御利益があるが、平安時代の桜姫の話から、恋の病に効能があるとされている。小さな神社であるが、若い男女の参拝が目立つ。

## 桜姫の伝説
藤原成範（藤原通憲（信西）の三男で小督の父・歌人・通称：桜町中納言）の娘の桜姫は、家臣の青町と恋に落ち、家を追い出されてしまう。反対を押し切って青町と桜姫は結婚し、仲良く暮らしていたという。
1191年（建久2年）のある日、青町が病に倒れてしまう。看病にかかわらず病状が回復しなかった。
桜姫は神のお告げで、尾張国知多に万病に効く「恋の水」があることを知り、夫のためにこの地に赴いたという。やっとのことで「恋の水」の近くにたどり着き、村人にその場所を聞くと、村人は貴族を嫌っていたため、「ここから35里先だ」とでたらめな答えを言ってしまう。疲労困憊の桜姫はその場で力尽き、亡くなった。

## 祭神
- 美都波能女命

## 所在地
- 愛知県知多郡美浜町奥田中白沢92

## 交通機関
- 名鉄知多新線 知多奥田駅より約2km。
- 南知多道路 美浜インターチェンジより約3km。